# Bodo Hombach
Bodo Hombach, né le 19 août 1952 à Mülheim, est un homme politique allemand appartenant au Parti social-démocrate d'Allemagne (SPD).

## Biographie
De 1967 à 1970, il effectue un apprentissage de technicien des télécommunications (Fernmeldehandwerker) à Duisbourg, puis suit des cours du soir les trois années suivantes. Il commence ses études d'assistant social en 1973 à la Fachhochschule Düsseldorf, les poursuit à l'Université de Duisbourg et Essen et les achève en 1977.
Il est nommé directeur du marketing, de l'organisation et de la stratégie d'entreprise de Salzgitter Stahl AG en 1991, mais démissionne dès l'année suivante afin d'entrer au conseil de gestion de Preussag Handel GmbH. Il intègre celui de Preussag International GmbH trois ans plus tard, en 1995. Il abandonne ces deux fonctions en 1998.
Depuis 2002, il occupe le poste de directeur de gestion de WAZ-Mediengruppe, une société spécialisée dans la publication de médias.
Marié, Bodo Hombach effectue son service civil auprès de l'Église évangélique de Rhénanie.

## Vie politique

### En Rhénanie-du-Nord-Westphalie
En 1974, il devient secrétaire au Syndicat des postes et à la Confédération allemande des syndicats (DGB) de Rhénanie-du-Nord-Westphalie. Il occupe ce poste jusqu'à sa nomination comme secrétaire à la Politique de l'éducation de l'Union de l'éducation et des sciences (GEW) en 1976.
Trois ans plus tard, il obtient le poste de coordinateur régional du GEW en Rhénanie-du-Nord-Westphalie, et le reste jusqu'en 1979.
Cette même année, il devient, jusqu'en 1991, coordinateur régional adjoint du Parti social-démocrate d'Allemagne (SPD), dont il est membre depuis 1971. Il est élu Vice-président du parti à Mülheim en 1993, puis dans la région du Niederrhein cinq ans plus tard.
Bodo Hombach fait son entrée au Landtag de Rhénanie-du-Nord-Westphalie lors des élections du 31 mai 1990, et devient porte-parole du groupe parlementaire SPD pour les questions économiques. Le 17 juin 1998, il est nommé ministre de l'Économie, des Petites et moyennes entreprises, des Transports et de la Technologie par le nouveau Ministre-président, Wolfgang Clement.
Il reste en poste à peine quatre mois, et démissionne le 27 octobre 1998. Il est remplacé par Peer Steinbrück.

### Au niveau fédéral et européen
Sa démission est causée par sa nomination au poste de Directeur de la chancellerie fédérale, avec rang de ministre fédéral avec attributions spéciales, par le nouveau chancelier fédéral Gerhard Schröder. À ce poste, il est notamment un opposant à la politique keynésienne d'Oskar Lafontaine, se montrant partisan d'un recentrage du SPD.
Il est le corédacteur, avec Peter Mandelson, du « Discours Blair-Schröder », officiellement baptisé « La voie vers une Europe social-démocrate ».
Le 31 juillet 1999, il démissionne de ses fonctions fédérales et devient coordinateur européen pour le Pacte de stabilité de l'Europe du Sud-Est. Il est notamment chargé de la lutte contre le crime organisé en relation avec Europol, et préside la première conférence des donateurs pour la zone concernée en 2000, engrangeant 4,6 milliards d'euros de fonds. Il finit par démissionner en 2001, et se retire de la vie politique.